# Mikolai Hegedüs János
Mikolai Hegedüs János  (?, 1616 vége/1617 eleje – Toronya, 1667. január 4.) református lelkész, a magyar nyelvű puritán kegyességi és népnevelő irodalom egyik képviselője, Petrőczi Éva szerint a korszak legerőteljesebb írói egyéniségeinek egyike. 

## Élete
Sárospatakon tanult, ahol 1639. december 3-án lépett a felső évfolyamba. Ezt követően tanító volt Olaszliszkán, majd külföldi tanulmányútra indult. Először Angliában tanult, 1645. július 21-től a franekeri egyetemnek, 1645. október 22-től a deventeri athenaeumnak, 1647-ben pedig az utrechti egyetemnek lett a hallgatója. Noha Utrechtben a konzervatív Gisbertus Voetius tanítványa volt, az angol puritanizmus hatása alá került. 1648 nyara után hazatért, és ismét tanító lett az ungi egyházmegye egyik iskolájában. 1653-től Toronyán, 1657-től Varannón, 1663-tól ismét Toronyán szolgált lelkészként. Időközben 1662–1663-ban az alsó-zempléni egyházmegye alesperesi tisztségét is ellátta.

## Munkássága
1648-ban jelent meg Utrechtben négy részből álló könyvsorozata. A kötethez Voetius írt latin nyelvű méltatást. Az ortodox református dogmatika szellemében íródott értekezésekhez Mikolai Hegedüs olyan ajánlásokat, illetve elő- és utószavakat írt, amelyek már a puritanizmus, illetve kartezianizmus hatását mutatják. A Tüzes oszlop utószavában a fordítással kapcsolatos nehézségeit és nyelvészeti észrevételeit írta meg, és latin-magyar szójegyzéket közölt olyan szavakkal, amelyek Szenczi Molnár Albert 1604-ben kiadott szótárában nem szerepeltek. Célja a puritán kegyesség magyarországi elindítása volt, ehhez kapcsolódott az anyanyelvű művelődés megteremtésének igénye. Munkásságával Apáczai Csere János egyik előfutárának tekinthető.
Az egyházigazgatás területén végzett törekvései eredményeként a Zemplén vármegyei református egyházközségek a sárosi egyházmegyéhez kerültek.

## Művei
- Az menynyei igazságnak tüzes oszlopa, melly ez nyomoruságos élet kerengő pusztájában, az Isten szerelmes ellankadt népének, a sok tevelygések s eretnekségek setét éttszakáján, és az ily sok istentelenségek s megvesztő gonosz példák szövevényei között is, világosan megmutattya, melly uton juthatnak be a mennyi Canahán nyugodalmába. (Alexander Grosse plymouthi prédikátor Columna ignea veritatis című munkájának fordítása)
- Biblia Tanui Kiket a Biblia állatott elő a mennyei tudomány tökélletessége mellett, hogy az ő áldott Tanubizonságtételéből, a gyengék, a mi igaz Vallásunk fejeit, megtudhassák, és ottan, a Biblia körül is igazgattassanak (Utrecht, 1648)
- Az Istenes Tselédeknek Lelki Prebendájok melyben Az igaz Vallás fejei úgy adattatnak előnkbe, hogy ebből az Isten félő Urak, Gazdák, Atyák, Anyák, az Istentűl reájok bizattatott, minden tselédgyeket, a szent Atyák példája szerént, oltassák az Úr parantsolataira, nevellyék az igaz Vallásban és szent életben (Utrecht, 1648)
- Szentek Napi Száma, melyben A megnyúlt, szent és kegyes léleknek minden napi tisztei úgy irattatnak le, tsak tíz regulátskákban, hogy a melly istenes életre vágyódók ezeket, ilyen rövid mint pásztákbeli munkájokat, minden nap véghez viszik, szaporán előmehetnek a szentségben, kivánt boldogságokra (Utrecht, 1648.)